# أندريس فيلاسكو
أندريس فيلاسكو (بالإسبانية: Andrés Velasco Brañes) هو اقتصادي وكاتب سيناريو وسياسي تشيلي، ولد في 30 أغسطس 1960 في سانتياغو في تشيلي. انتخب وزير المالية - تشيلي (11 مارس 2006 – 11 مارس 2010).